# Tridadi (Sleman)
Tridadi is een bestuurslaag in het regentschap Sleman van de provincie Jogjakarta, Indonesië. Tridadi telt 13.926 inwoners (volkstelling 2010).